# Villa Navarra
Pour les articles homonymes, voir Navarra.
 (septembre 2012).
La Villa Navarra est un bâtiment créé par l'architecte Rudy Ricciotti pour le marchand d'art Enrico Navarra. Construite au Muy dans le Var, cette habitation, qui fait aussi office de galerie d'exposition, est caractérisée par sa toiture en porte-à-faux en béton.

## Description
La Villa Navarra est née du désir d'Enrico Navarra, collectionneur et marchand d'art, de disposer d'un lieu tout à la fois habitation et galerie d'exposition. Elle n'est pas accessible au public. 
En dehors de sa toiture difficile à concevoir, la Villa Navarra, construite sur un seul niveau, est un simple rectangle de quarante mètres de long sur dix mètres de large. Une piscine longe l'arête du bâtiment.
La difficulté majeure rencontrée lors de l'élaboration de cet édifice fut la conception du toit. En effet, l'immense visière présentait la double propriété d'être à la fois longue (avec une partie en porte-à-faux de 7,80 mètres) et très fine (l'extrémité de la toiture présente une épaisseur de 3 cm).
Le matériau utilisé pour l'élaborer devait principalement résister à la flexion. Romain Ricciotti, ingénieur structure, et Mouloud Behloul, ingénieur chez Lafarge, ont donc proposé d'utiliser un béton fibré, le Ductal, qui permet de répondre aux exigences mécaniques de l'ouvrage tout en gardant une épaisseur très faible.

### Vidéographie
- Joël Yvon (réal.) - Lucien Bertolina, Le projet Navarra par Rudy Ricciotti, Marseille, Éditions Le Moniteur / Electa, 2007 (présentation en ligne)